# Муллек, Гийом
Гийом Муллек (фр. Guillaume Moullec, 30 июля 1980, Брест, Франция) — французский футболист и тренер

## Биография
В качестве футболиста выступал на позиции крайнего защитника и полузащитника. Взрослую карьеру начал в «Монпелье». Всего во элитном французском дивизионе провел 115 матчей и забил три гола. В Лиге 1 также выступал за «Лорьян» и «Нант».
В начале 2014 года, не сумев заиграть в брунейском ДППМ, Муллек завершил игровую карьеру, перейдя на тренерскую работу с французскими любительскими клубами. В мае 2024 года стал наставником сборной Маврикия и через год он повез ее на Кубок КОСАФА.